# Federico Espejo
Federico Rodriguez Espejo (Buenos Aires, Argentina; 23 de septiembre de 1992) más conocido como Federico Espejo es un actor, modelo, cantante y compositor argentino radicado en México.

## Carrera
Desde los 5 años hacía sus obras de teatro en su casa y hasta filmaba películas caseras de la mano de su padre. A los 17 años inició su carrera como modelo en Dotto Models (Argentina) y ese mismo año decidió audicionar para comenzar estudios en la “Academia de Sebastián Mellino” (Argentina). De 2009 a 2012 estudió canto, baile y actuación en la academia.
En 2013 realizó su primer proyecto televisivo llamado “Wake Up With no Make up” , una serie musical producida por Coca-Cola y emitida por E-Entertainment. Además de cantar, aprendió a tocar la guitarra y comenzó a componer. Al día de hoy tiene más de 20 canciones de su autoría. En 2014 participó del programa “Dar la nota”, una competición de cantantes emitida en Canal 13 donde fue finalista.
En 2015 vivió 4 meses en Santiago de Chile donde participó en varios comerciales de TV y campañas de moda, para mudarse a México el año siguiente. Antes de su arribo a la ciudad, perfeccionó su acento para poder participar de cástines y trabajos en la industria mexicana. Siguió sus estudios de actuación en México con su maestro René Pereyra, director y discípulo del maestro Lee Strasberg del Actor Studio NY.
En 2016 tuvo su primera participación en Televisa en el proyecto “Despertar contigo” y compartió elenco con Daniel Arenas, Sara Corrales y Ela Velden, entre otros. En 2017 participó de una obra de teatro llamada “Dios Tiene Feis” en el Teatro NH dirigida por Jonathan Granados.
En 2018 participó de la serie “La casa de las Flores” en Netflix dirigida por Manolo Caro donde interpretó a “Willy” y compartió elenco con Verónica Castro, Aislinn Derbez, Juan Pablo Medina, entre otros. Ese mismo año participó de la serie “La Guzmán” emitida por Imagen TV donde interpretó a “Federico”, primera pareja de “Alejandra Guzmán” interpretada por Majida Issa. También en 2018 participó en “La jefa del campeón”, serie emitida por Televisa donde interpretó a Nelson Coppola y compartió elenco con África Zavala, Carlos Ferro, Vanesa Bauche, entre otros.
En 2019 fue parte de la obra de teatro “Un rencor vivo” dirigida por su maestro René Pereyra donde compartió elenco con Marcus Ornellas, entre otros.
En 2021 interpretó a "Pocho" en la serie “La venganza de las Juanas” de Netflix, que estuvo en el Top 3 Mundial. Compartió elenco con Zuria Vega, Renata Notni, Carlos Ponce, Cristian Tappan, entre otros. Ese mismo año participó en la Temporada 7 de la serie “40 y 20” por Televisa – Blim, donde interpretó a Mateo y compartió elenco con Michelle Rodríguez, Jorge Van Rankin y Mónica Huarte, entre otros.

## Filmografía

### Televisión
| Año  | Título                      | Personaje        | Canal                                   | Elenco                                                                 |
| ---- | --------------------------- | ---------------- | --------------------------------------- | ---------------------------------------------------------------------- |
| 2013 | Wake me up with no make up  | Manu             | E-Entertainment producido por Coca-Cola |                                                                        |
| 2016 | "Despertar contigo"         | Cliente          | Televisa                                |                                                                        |
| 2018 | "La Guzmán"                 | Federico         | Imagen TV                               | Majida Issa                                                            |
| 2018 | "La Jefa del Campeón"       | Nelson Coppola   | Televisa                                | África Zavala, Carlos Ferro, Vanessa Bauche, entre otros.              |
| 2018 | "La Casa de las Flores"     | Willy            | Netflix                                 |                                                                        |
| 2021 | "La Venganza de las Juanas" | Pocho            | Netflix                                 | Zuria Vega, Renata Notni, Carlos Ponce, Christian Tappan, entre otros. |
| 2021 | "40 y 20"                   | Mateo            | Televisa                                | Michelle Rodríguez, Jorge Van Rankin y Mónica Huarte, entre otros.     |
| 2023 | "La historia de Juana"      | Manuel Fuenmayor | Televisa                                |                                                                        |
| 2024 | "Y llegaron de noche"       | Alfredo Biraben  | Vix                                     |                                                                        |

### Teatro
| Año  | Obra              | Dirección         | Teatro     |
| ---- | ----------------- | ----------------- | ---------- |
| 2016 | “Dios Tiene Feis” | Jonathan Granados | Teatro NH  |
| 2019 | “Un rencor vivo”  | René Pereyra      | AM Condesa |